# TSG Friesenheim
TSG Friesenheim is een Duitse handbalvereniging uit Ludwigshafen am Rhein. Het eerste herenteam van TSG Freisenheim speelt sinds het seizoen 2017/2018 onder de naam van Die Eulen Ludwigshafen.

## Resultaten
| 13 |

| 11 |

| 12 |

| 4 |

| 5 |

| 3 |

| 3 |

| 3 |

| 8 |

| 4 |

| 7 |

| 13 |

| 6 |

| 2 |

| 1 |

| 18 |

| 11 |

| 11 |

| 1 |

| 17 |

| 4 |

| 3 |

| 16 |

| 16 |

| 17 |

| 17 |

| Handball-Bundesliga | 2. Handball-Bundesliga |

## Erelijst
| Competitie                | Aantal | Jaren            |
| ------------------------- | ------ | ---------------- |
| Nationaal                 |        |                  |
| 2. Handball-Bundesliga    | 2x     | 2009/10, 2013/14 |
| Landskampioen veldhandbal | 2x     | 1929, 1930       |